# Porodisculus pendulus
Porodisculus pendulus es una especie de hongo nativa de Québec en Canadá y así como también en países como Estados Unidos, México, Brasil, Ecuador, Colombia, Guatemala, Japón, Australia, Costa Rica, Corea del Sur, Nueva Zelanda y las islas de Guadalupe y Mayotte ambas partes de Francia; es una especie parasitaria de árboles. Los hospedadores principales son los robles y eucaliptos, sobre los cuales estos hongos aparecen como láminas pegadas a la corteza, parecidos a lenguas o crestas. Sus efectos sobre las maderas van desde alterar su coloración hasta causar heridas que derivan en la pudrición y muerte de los árboles.

## Distribución y hábitat natural

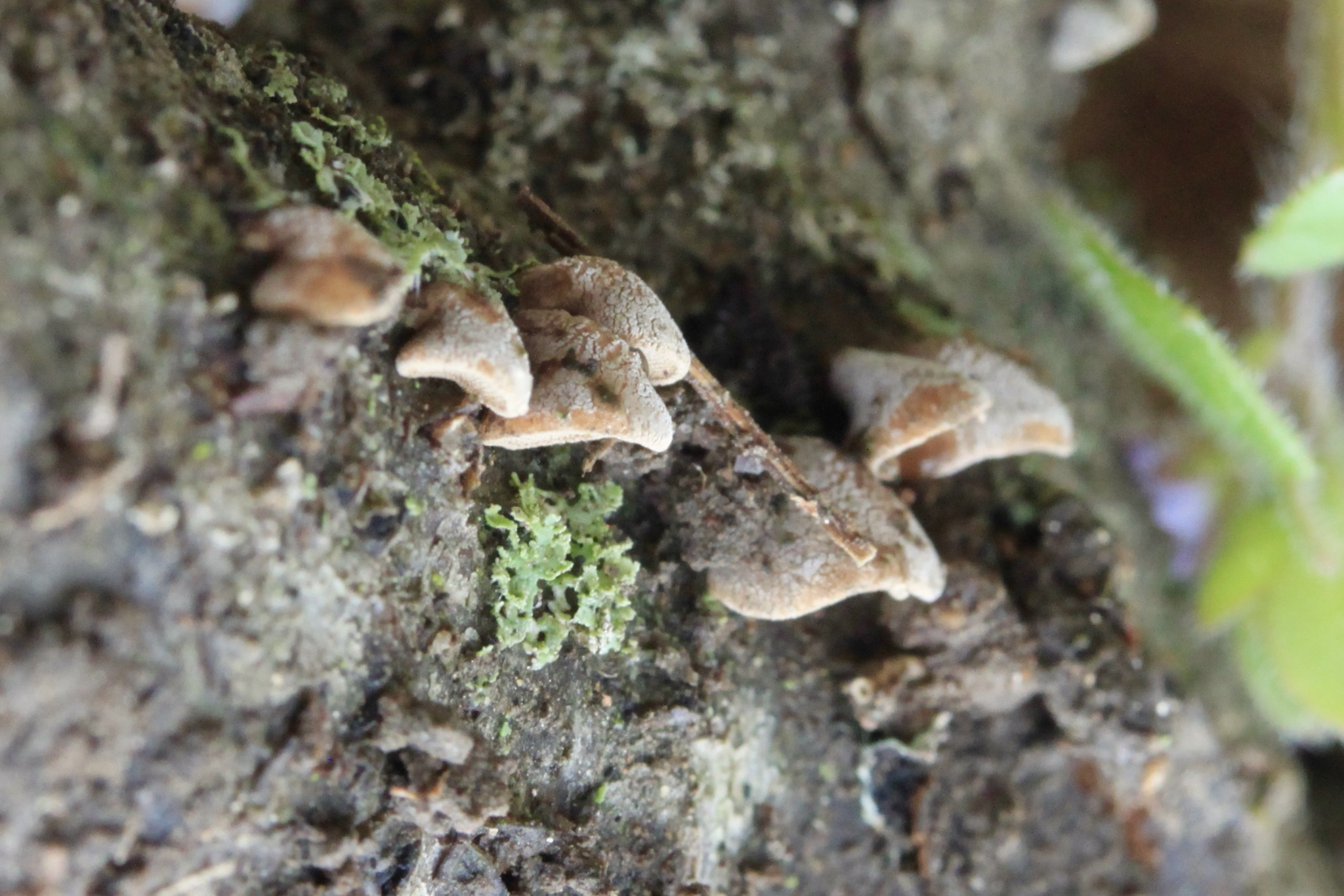
Vista de un Porodisculus pendulus en tronco.
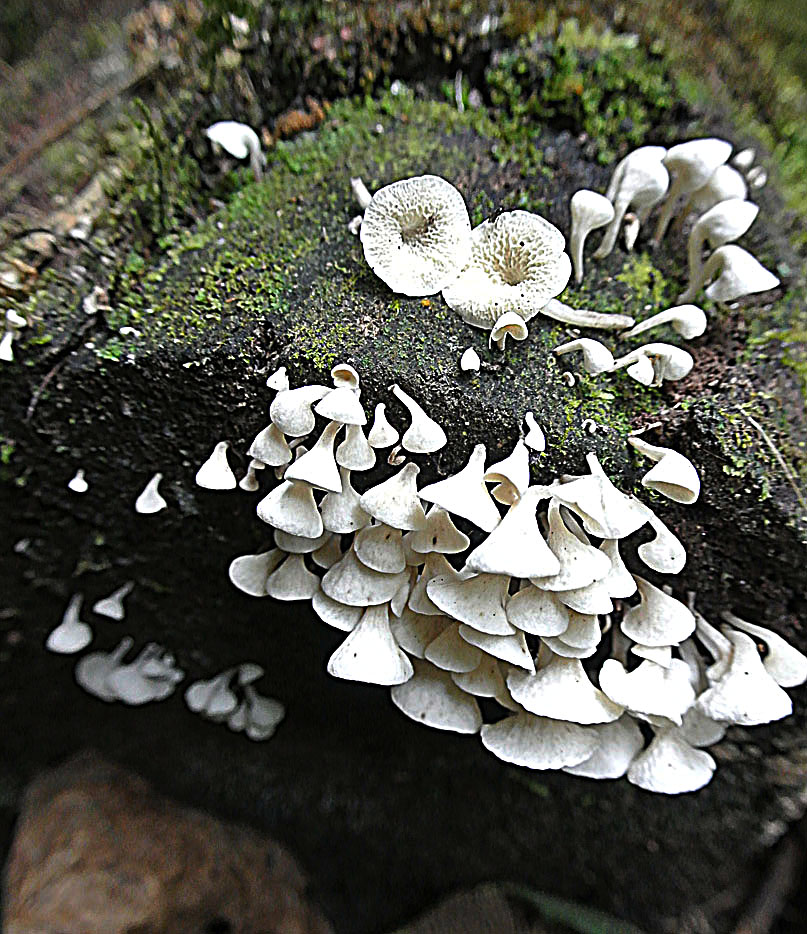
Está especie es parasitaria de árboles tales como robles y eucaliptos.

Esta especie es nativa de Québec en Canadá y así como también en países como Estados Unidos, México: en México se le puede hallar especialmente en los estados Jalisco y Chiapas. Y también en países como Brasil, Ecuador, Colombia, Guatemala, Japón, Australia, Costa Rica, Corea del Sur, Nueva Zelanda y las islas de Guadalupe y Mayotte ambas partes de Francia.
Esta especie es parasitaria de árboles; los hospedadores principales son los árboles como robles y eucaliptos y sobre los cuales estos hongos aparecen como láminas pegadas a la corteza, parecidos a lenguas o crestas. Sus efectos sobre las maderas van desde alterar su coloración hasta causar heridas que derivan en la pudrición y muerte de los árboles.